# 1412
Il 1412 (MCDXII in numeri romani) è un anno bisestile del XV secolo.

## Eventi
- 16 maggio: colpo di Stato a Milano. Il duca Giovanni Maria Visconti viene assassinato dai congiurati facenti capo al suo parente Estorre Visconti, il quale si dichiara Signore della città ma viene messo in fuga l’8 agosto dalle truppe del nuovo legittimo duca Filippo Maria Visconti.
- Meleto appare nella lista dei comuni facenti parte della lega di Avane.
- Gregorio XII scappa da Roma a causa di intrighi e sommosse.
- La linea del Marchese Franceschino Malaspina di Olivola detto il Soldato, dopo quattro generazioni, si estinse improvvisamente, con l'assassinio dei fratelli Manfredi, Bernabò e Giovanni, avvenuto in uno stesso giorno. Il castello di Olivola e tutti i possedimenti che appartenevano ai Marchesi Malaspina di Olivola andarono così in mano dei Marchesi Malaspina di Fosdinovo e dei Marchesi Malaspina di Castel dell'Aquila.

## Nati
- 6 gennaio - Giovanna d'Arco, condottiera e santa francese († 1431)
- 22 aprile - Reinardo III di Hanau, conte tedesco († 1452)
- 5 giugno - Ludovico III Gonzaga, nobile, condottiero e collezionista d'arte italiano († 1478)
- 24 giugno - Giovanni IV del Monferrato, marchese († 1464)
- 22 agosto - Federico II di Sassonia, principe († 1464)
- 27 settembre - Giacomo Cocco, militare italiano († 1453)
- 31 ottobre - Ludovico I di Württemberg-Urach, conte tedesco († 1450)
- 17 novembre - Zanobi Strozzi, pittore e miniatore italiano († 1468)
- 8 dicembre - Astorre II Manfredi, condottiero e politico italiano († 1468)
- Abu al-Khayr Khan, politico uzbeko († 1468)
- Antonio Astesano, scrittore e poeta italiano († 1463)
- Thomas Basin, vescovo cattolico francese († 1491)
- Ognibene Bonisoli, grammatico e umanista italiano († 1474)
- Thomas Bourchier, arcivescovo cattolico e cardinale inglese († 1486)
- Andrea Cavalcanti, scultore e architetto italiano († 1462)
- Mariano da Genazzano, predicatore italiano († 1498)
- Giovanni di Francesco, pittore italiano († 1458)
- Pietro Fregoso, doge († 1459)
- Maddalena di Hohenzollern, principessa († 1454)
- Jaume Huguet, pittore spagnolo († 1492)
- Diether von Isenburg, vescovo cattolico tedesco († 1482)
- Gómez Manrique, poeta e drammaturgo spagnolo († 1490)
- Abraham Senior, rabbino, banchiere e politico spagnolo († 1493)
- Abū l-Hasan ibn ʿAlī al-Qalaṣādī, matematico e giurista arabo († 1486)
- Pierre de Brézé, militare francese († 1465)

## Morti
- 11 gennaio - Antonio Caetani, cardinale e patriarca cattolico italiano
- 5 marzo - Alfonso IV di Ribagorza, nobile (n. 1332)
- 8 marzo - Guy de Malesec, vescovo cattolico e cardinale francese
- 1º aprile - Alberto di Meclemburgo, sovrano
- 2 aprile - Ruy González de Clavijo, scrittore, diplomatico e esploratore spagnolo
- 16 maggio - Facino Cane, condottiero italiano (n. 1360)
- 16 maggio - Giovanni Maria Visconti, duca (n. 1388)
- 17 giugno - Enrico Minutolo, cardinale e arcivescovo cattolico italiano
- 21 giugno - Angelo Cino, cardinale e vescovo cattolico italiano
- 29 giugno - Niccolò Brancaccio, arcivescovo cattolico e cardinale italiano
- 14 luglio - Francesco Uguccione, cardinale italiano (n. 1327)
- 29 luglio - Pietro di Navarra, principe (n. 1366)
- 6 agosto - Margherita di Durazzo, sovrana italiana (n. 1347)
- 30 agosto - Giampietro de Proti, politico italiano
- 7 settembre - Castello Castelli, storico e notaio italiano
- 28 ottobre - Margherita I di Danimarca, regina (n. 1353)
- Arcimbaldo di Grailly, nobile
- Costantino I di Georgia, sovrano
- Restaino Caldora, nobile e condottiero italiano
- Johannes Ciconia, compositore fiammingo (n. 1370)
- Gregorio IV di Alessandria, arcivescovo ortodosso egiziano
- Jean de Hesdin, teologo francese
- Jalal al-Din, condottiero mongolo (n. 1380)
- Martino da Verona, pittore italiano
- Lapo Mazzei, notaio italiano (n. 1350)
- Beatrice Pereira de Alvim, nobildonna portoghese (n. 1380)
- Alberto Pio, nobile e condottiero italiano
- Franchino II Rusca, nobile italiano
- Giovanni Rusconi, vescovo cattolico italiano
- Timur Khan, condottiero mongolo

## Calendario
| Calendario 1412 | Calendario 1412 | Calendario 1412 | Calendario 1412 | Calendario 1412 | Calendario 1412 | Calendario 1412 | Calendario 1412 | Calendario 1412 | Calendario 1412 | Calendario 1412 | Calendario 1412 | Calendario 1412 | Calendario 1412 | Calendario 1412 | Calendario 1412 | Calendario 1412 | Calendario 1412 | Calendario 1412 | Calendario 1412 | Calendario 1412 | Calendario 1412 | Calendario 1412 | Calendario 1412 | Calendario 1412 | Calendario 1412 | Calendario 1412 | Calendario 1412 | Calendario 1412 | Calendario 1412 | Calendario 1412 | Calendario 1412 | Calendario 1412 |
| --------------- | --------------- | --------------- | --------------- | --------------- | --------------- | --------------- | --------------- | --------------- | --------------- | --------------- | --------------- | --------------- | --------------- | --------------- | --------------- | --------------- | --------------- | --------------- | --------------- | --------------- | --------------- | --------------- | --------------- | --------------- | --------------- | --------------- | --------------- | --------------- | --------------- | --------------- | --------------- | --------------- |
|                 | 1               | 2               | 3               | 4               | 5               | 6               | 7               | 8               | 9               | 10              | 11              | 12              | 13              | 14              | 15              | 16              | 17              | 18              | 19              | 20              | 21              | 22              | 23              | 24              | 25              | 26              | 27              | 28              | 29              | 30              | 31              |                 |
| Gennaio         | Ve              | Sa              | Do              | Lu              | Ma              | Me              | Gi              | Ve              | Sa              | Do              | Lu              | Ma              | Me              | Gi              | Ve              | Sa              | Do              | Lu              | Ma              | Me              | Gi              | Ve              | Sa              | Do              | Lu              | Ma              | Me              | Gi              | Ve              | Sa              | Do              |                 |
| Febbraio        | Lu              | Ma              | Me              | Gi              | Ve              | Sa              | Do              | Lu              | Ma              | Me              | Gi              | Ve              | Sa              | Do              | Lu              | Ma              | Me              | Gi              | Ve              | Sa              | Do              | Lu              | Ma              | Me              | Gi              | Ve              | Sa              | Do              | Lu              |                 |                 |                 |
| Marzo           | Ma              | Me              | Gi              | Ve              | Sa              | Do              | Lu              | Ma              | Me              | Gi              | Ve              | Sa              | Do              | Lu              | Ma              | Me              | Gi              | Ve              | Sa              | Do              | Lu              | Ma              | Me              | Gi              | Ve              | Sa              | Do              | Lu              | Ma              | Me              | Gi              |                 |
| Aprile          | Ve              | Sa              | Do              | Lu              | Ma              | Me              | Gi              | Ve              | Sa              | Do              | Lu              | Ma              | Me              | Gi              | Ve              | Sa              | Do              | Lu              | Ma              | Me              | Gi              | Ve              | Sa              | Do              | Lu              | Ma              | Me              | Gi              | Ve              | Sa              |                 |                 |
| Maggio          | Do              | Lu              | Ma              | Me              | Gi              | Ve              | Sa              | Do              | Lu              | Ma              | Me              | Gi              | Ve              | Sa              | Do              | Lu              | Ma              | Me              | Gi              | Ve              | Sa              | Do              | Lu              | Ma              | Me              | Gi              | Ve              | Sa              | Do              | Lu              | Ma              |                 |
| Giugno          | Me              | Gi              | Ve              | Sa              | Do              | Lu              | Ma              | Me              | Gi              | Ve              | Sa              | Do              | Lu              | Ma              | Me              | Gi              | Ve              | Sa              | Do              | Lu              | Ma              | Me              | Gi              | Ve              | Sa              | Do              | Lu              | Ma              | Me              | Gi              |                 |                 |
| Luglio          | Ve              | Sa              | Do              | Lu              | Ma              | Me              | Gi              | Ve              | Sa              | Do              | Lu              | Ma              | Me              | Gi              | Ve              | Sa              | Do              | Lu              | Ma              | Me              | Gi              | Ve              | Sa              | Do              | Lu              | Ma              | Me              | Gi              | Ve              | Sa              | Do              |                 |
| Agosto          | Lu              | Ma              | Me              | Gi              | Ve              | Sa              | Do              | Lu              | Ma              | Me              | Gi              | Ve              | Sa              | Do              | Lu              | Ma              | Me              | Gi              | Ve              | Sa              | Do              | Lu              | Ma              | Me              | Gi              | Ve              | Sa              | Do              | Lu              | Ma              | Me              |                 |
| Settembre       | Gi              | Ve              | Sa              | Do              | Lu              | Ma              | Me              | Gi              | Ve              | Sa              | Do              | Lu              | Ma              | Me              | Gi              | Ve              | Sa              | Do              | Lu              | Ma              | Me              | Gi              | Ve              | Sa              | Do              | Lu              | Ma              | Me              | Gi              | Ve              |                 |                 |
| Ottobre         | Sa              | Do              | Lu              | Ma              | Me              | Gi              | Ve              | Sa              | Do              | Lu              | Ma              | Me              | Gi              | Ve              | Sa              | Do              | Lu              | Ma              | Me              | Gi              | Ve              | Sa              | Do              | Lu              | Ma              | Me              | Gi              | Ve              | Sa              | Do              | Lu              |                 |
| Novembre        | Ma              | Me              | Gi              | Ve              | Sa              | Do              | Lu              | Ma              | Me              | Gi              | Ve              | Sa              | Do              | Lu              | Ma              | Me              | Gi              | Ve              | Sa              | Do              | Lu              | Ma              | Me              | Gi              | Ve              | Sa              | Do              | Lu              | Ma              | Me              |                 |                 |
| Dicembre        | Gi              | Ve              | Sa              | Do              | Lu              | Ma              | Me              | Gi              | Ve              | Sa              | Do              | Lu              | Ma              | Me              | Gi              | Ve              | Sa              | Do              | Lu              | Ma              | Me              | Gi              | Ve              | Sa              | Do              | Lu              | Ma              | Me              | Gi              | Ve              | Sa              |                 |